# Antesignans
Antesignans (en llatí antesignans, plural antesignani) eren els soldats romans que en temps de la república combatien davant dels estendards (signus, signum), durant les batalles.
Més tard va donar el nom a un cos especial que existia en cada legió, no havia de portar carrega, i tenia com a tasca ocupar punts estratègics a l'inici d'una batalla o obrir aquesta. Eren tropes lleugeres d'elit entrenades per lluitar fora de les formes de combat convencionals de la infanteria pesant.
Anaven armats amb llances, diverses javelines lleugeres i una espasa, i portaven una cuirassa més lleugera que la dels altres soldats,(una simple cuirassa pectoral de bronze en lloc de la lorica hamata), un casc de bronze lleuger i petits escuts ovalats en lloc dels pesants scuta de la infanteria, per tenir una major agilitat.
Mentre avançava una legió, la tasca dels antesignani era la de protegir les columnes en moviment, explorar la zona per on es desplaçaven i assegurar les primeres línies de l'exèrcit. Durant el combat, es podien situar a l'avantguarda de la legió per fer front als atacs enemics o bé podien donar suport a la cavalleria.
Els antesignani van assumir el lloc de les tropes lleugeres dels vèlits, que havien desaparegut amb les reformes militars de Mari al segle ii aC. Durant el segle i aC, els antesignani estaven formats per legionaris d'elit.